# Granulite

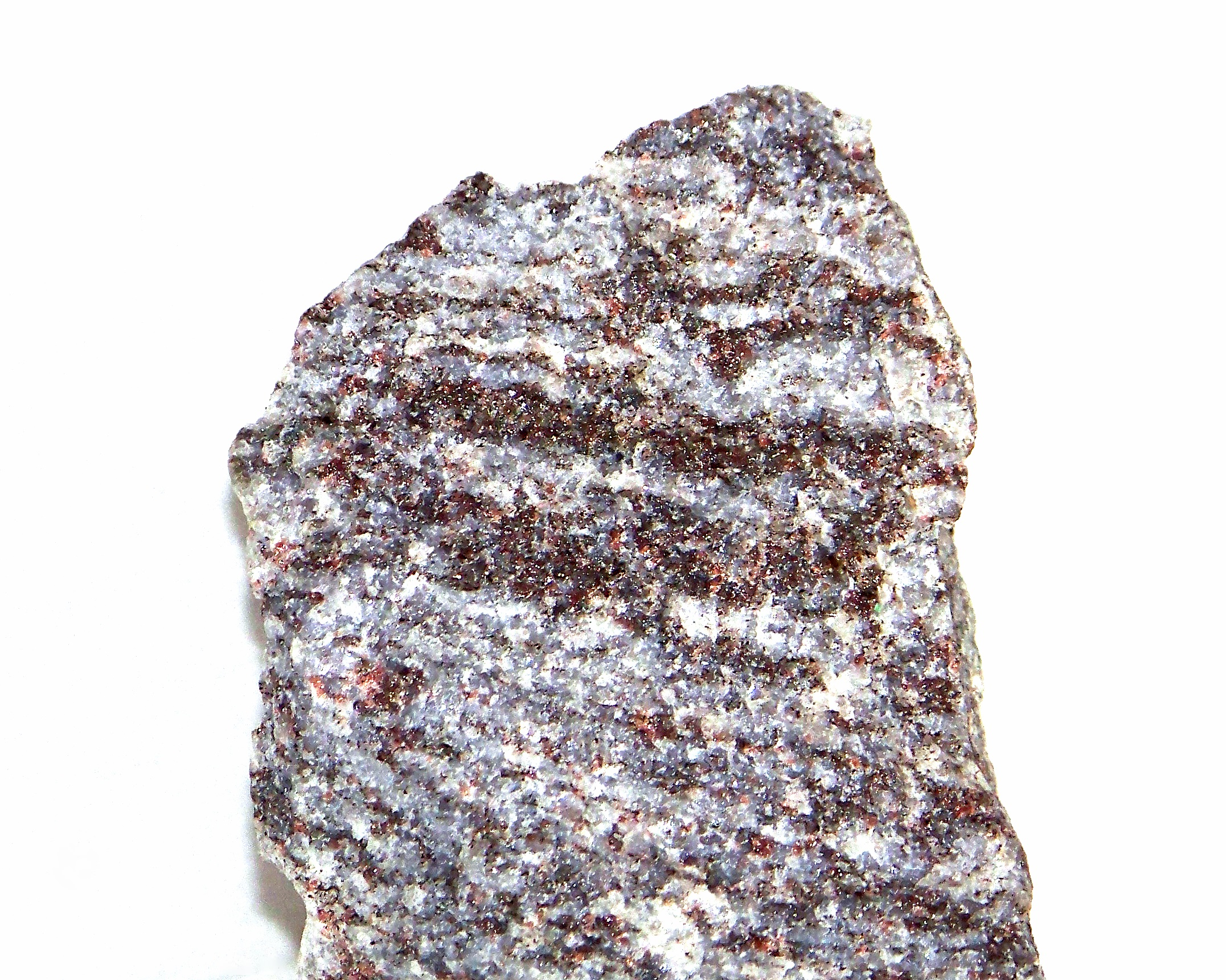
Granulite montrant des cristaux de quartz, feldspath, pyroxène et grenat.

Une granulite est une roche métamorphique catazonale, i.e. de haute pression et haute température.
Le terme granulite vient du latin granulum, petit grain et du grec lithos, pierre.
De structure granoblastique, elle est composée de quartz et de feldspath (orthose, plagioclase) avec, selon les cas, de l'hypersthène et du grenat.
Dans le métamorphisme général, on parle de faciès à granulite.

## Gisement
La granulite est principalement localisée dans les socles anciens (précambrien) avec des roches comme la leptynite, la kinzigite ou la charnockite.